# Forordning (Danmark)
 Denne artikel omhandler forordninger i dansk historisk lovgivning. Opslagsordet har også en anden betydning, se Forordning (EU).
En Forordning svarede i dansk lovgivning til det, som i dag kaldes en lov. Et eksempel på en retshistoriker, som kobler det nutidige begreb, lov, til det historiske begreb, forordning, er Stig Iuul, som omtalte Tyveriforordningen af 1789 med ordene: "Hvor moderne denne Lov fra 1789 var". Forordning opstod i 1500-tallet og blev afskaffet i 1849. Forordning fandtes især under enevælden i Danmark. En forordning var rettet mod hele befolkningen, som fx Christian 4.s pestforordning, 15. januar 1625.

## Afgrænsning til historiske retskilder
I modsætning til et reskript, som var en befaling der kun var rettet mod kollegier og andre underordnede myndigheder. Dengang brugte man kun ordet lov om de allervigtigste som Kongeloven (1665, men offentliggjort i 1709) og Danske Lov (1683). Efter indførelsen af en demokratisk forfatning med Junigrundloven i 1849 anvendtes udelukkende love og anordninger i dansk lovgivning.
Forordningerne, som i første omgang blev trykt og udgivet enkeltvis, blev også udgivet samlet i årgange til brug for jurister. Juristen Jacob Henric Schou udarbejdede fra 1770'erne et værk (Chronologisk Register over de Kongelige Forordninger og Aabne Breve samt andre trykte Anordninger, som fra Aar 1670 ere udkomne). Jacob Henric Schous værk bestod af udtog af alle udgivne forordninger fra 1660 og frem, heri tilføjede han desuden de senere ændringer i lovgivningen som havde relevans for de enkelte forordninger. Værket blev efter hans død fortsat af Janus Lauritz Andreas Kolderup-Rosenvinge og ført frem til 1849. Desuden blev mange forordninger publiceret i tidsskriftet Collegial-Tidende, som begyndte at udkomme i 1798.